# Geeklog
 (février 2013).
Geeklog est un logiciel libre de gestion de contenu (CMS) distribué sous licence GNU GPL.
Le logiciel a vu le jour en 2000 et est propulsé par php et MySQL.
Les principales caractéristiques du logiciel sont :
- un système collaboratif permettant aux utilisateurs de s'enregistrer et de soumettre des articles avec des images, du son ou des vidéos ;
- une fonction commentaire permettant aux utilisateurs de commenter les articles publiés sur le site ;
- un système de cadres permettant d'afficher de l'information dans toute partie du site ;
- un système de plugins permettant d'étendre les fonctions de Geeklog (liens, calendrier, forum, liste de diffusion, galerie images, sons et vidéos, téléchargement, ecommerce...) ;
- un système de thème permettant de changer radicalement l'apparence de Geeklog ;
- des statistiques détaillées des contributions ;
- une affectation de droits permettant d'accorder ou de restreindre l'accès à certaines parties du site ;
- une mise en page par éditeur avancé incorporé ;
- des gestions des rétroliens (trackbacks) ;
- une syndication RDF RSS Atom ;
- une protection anti-spam.